# Saint-Laurent-des-Combes (Gironde)
Saint-Laurent-des-Combes is een gemeente in het Franse departement Gironde (regio Nouvelle-Aquitaine) en telt 347 inwoners (1999). De plaats maakt deel uit van het arrondissement Libourne.

## Geografie
De oppervlakte van Saint-Laurent-des-Combes bedraagt 3,8 km², de bevolkingsdichtheid is 91,3 inwoners per km².
De onderstaande kaart toont de ligging van Saint-Laurent-des-Combes (Gironde) met de belangrijkste infrastructuur en aangrenzende gemeenten.

## Demografie
Onderstaande figuur toont het verloop van het inwonertal (bron: INSEE-tellingen).